# Karl Menzies
Karl Menzies (* 17. Juni 1977 in Devonport, Tasmanien) ist ein ehemaliger australischer Radrennfahrer.

## Werdegang
Mezies galt als guter Sprinter, der am Ende seiner Karriere vor allem als Anfahrer in Sprintzügen tätig war. Individuelle Erfolge verzeichneter Menzie, der vor allem für US-amerikanische Radsportteams tätig war, vor allem in zahlreichen nordamerikanischen Kriterien.
Er konnte aber auch vier Etappen in Rennen internationaler Kalender gewinnen: 2004 gewann Mezies das Einzelzeitfahren der Herald Sun Tour, bei der er 2006 eine normale Straßenetappe mit wenigen Sekunden Vorsprung gewann. Bei der Tour Down Under 2007 gewann er die zweite Etappe und wurde Zweiter der Gesamtwertung. Außerdem gewann er bei der Tour of Elk Grove 2011 eine Etappe. Bereits 2009 gewann er die Gesamtwertung der Tour of Elk Grove, als diese Rundfahrt noch nicht als internationales Rennen gelistet wurde.
Mit Ablauf der Saison 2017 beendete Mezies seine Laufbahn als Aktiver.

## Palmarès
2004
- eine Etappe Herald Sun Tour

2006
- eine Etappe Herald Sun Tour

2007
- eine Etappe Tour Down Under

2011
- eine Etappe Tour of Elk Grove

## Teams
- 2005 Advantage Benefits Endeavour
- 2006 Health Net-Maxxis
- 2007 Health Net-Maxxis
- 2008 Health Net-Maxxis
- 2009 OUCH-Maxxis
- 2010 UnitedHealthcare-Maxxis
- 2011 UnitedHealthcare Pro Cycling
- 2012 UnitedHealthcare Pro Cycling Team
- 2013 UnitedHealthcare Pro Cycling Team
- 2014 UnitedHealthcare Professional Cycling Team
- 2015 UnitedHealthcare Professional Cycling Team
- 2016 UnitedHealthcare Professional Cycling Team
- 2017 Cylance-InCycle-Cannondale